# Mihajlo I. Vojislavljević
Mihajlo Vojislavljević (srbsko Михаило Војислављевић, latinizirano: Mihailo Vojislavljević) je bil srednjeveški srbski kralj in od leta 1046 do 1081 vladar Diokleje (Duklja), * 11. stoletje, Duklja, † 1081, Duklja.  
Sprva je vladal  kot bizantinski vazal z naslovom protospatarij. Po letu 1077 je nominalno služil papežu Gregorju VII.  Bizantincem se je odtujil, ko je podprl bolgarsko vstajo Georgija Vojteha, po kateri je skušal pridobiti podporo Zahoda. Leta 1077 je po cerkvenem razkolu leta 1054 od Gregorja VII. prejel kraljevske insignije. 

## Življenje

### Zgodnje vladanje
S smrtjo Štefana Vojislava je bilo njegovo gospostvo razdeljeno med njegovih pet sinov (po Letopisu popa Dukljana). Gojislav je dobil Travunijo (Trebinje) in vladal malo časa, ker so ga ubili lokalni plemiči in na njegovo mesto postavili Domaneka. Mihajlo ga je izgnal in za njegovega naslednika je bil izbran Saganek. Domanek se je kmalu zatem vrnil in ga izgnal. Mihajlo je njegov položaj ponudil Radoslavu, ki ga je odklonil, ker se je bal izgubiti Luško župo, bodočo Zeto.
Bizantinsko cesarstvo je želelo izkoristiti smrt Štefana Vojislava in pripravilo ofenzivo proti nestabilni Duklji. V tem času so štirje preostali bratje sklenili mir in sporazum o zavezništvu, ki  velja za najstarejšega v srbski zgodovini. Radoslav je po dogovoru napadel Travunijo in ubil Domaneka. Po tem dogodku je umrla njihova mati, ki je delovala kot posrednica med njimi. Prestol Duklje, ki ga sodobnik Georgij Kedren imenuje "Triballorum ac Serborum principatum" (Kneževina Travunov in Srbov), je kot knez nasledil Mihajlo. 
Ko so se notranji spori umirili, je Mihajlo poskušal okrepiti vezi z Bizantinskim cesarstvom. Leta 1050 je prejel naslov protospatarij in se poročil z nečakinjo cesarja Konstantina IX. Monomaha, kar bi lahko pomenilo uradno priznanje njegove oblasti, vendar brez kakršnih koli koncesij. S poroko je kneževini kupil dvajset let miru in blaginje. 

### Pomoč protibizantinski vstaji v Bolgariji
Po ključnem porazu Bizantincev v bitki pri Manzikertu leta 1071 in normanski osvojitvi južne Italije, so se razmere v Bizantinskem cesarstvu začele spreminjati. 
Leta 1072 so bolgarski plemiči v Skopju načrtovali upor proti bizantinski oblasti pod vodstvom mestnega eksarha Georgija Vojteha. Voditelji upora so za pomoč zaprosili Mihaela I. in v zameno ponudili bolgarski prestol enemu od sinov Teodore Kosara iz bolgarske vladarske dinastije Komitopuli.  Jeseni 1072 je Mihael I. z veseljem poslal upornikom v Prizren  Konstantina Bodina s 300 vojaki. Bodina so po prihodu okronali za carja Bolgarov z imenom Peter III. v spomin na  cesarja-svetega Petra I. (um. 970) in Petra II. Deljana, ki je vodil velik upor proti Bizantincem v letih 1040–1041.  Konstantin Bodin je bil po nekaj začetnih uspehih ujet. Ko je Mihael I. izvedel za njegovo ujetništvo, je poslal svojega zeta, ujetega bizantinskega generala Langobardopuka, da ga reši, vendar je general prebegnil k Bizantincem. Pomoč Georgiju Vojtehu je Mihaela I. oddaljila od Bizantincev.

### Papežev vazal,  prejemnik krone in bizantinski sovražnik
Po propadli vstaji je Mihael začel iskati podporo na zahodu, najprej pri papežu. S tem se ni želel samo odmakniti od Bizantinskega cesarstva, ampak tudi ustvariti neodvisno škofijo in končno dobiti naziv kralja. Po cerkvenem razkolu leta 1054 je bil papežev interes podeliti kraljevske krone vladarjem na meji razkola. Mihajlo je krono dobil leta 1077. Duklja se je preimenovala v kraljestvo in taka ostala do njenega propada v naslednjem stoletju. 
Ali so ga njegovi bratje sprejeli za vrhovnega vladarja ali pa jim je oblast vsilil, ni znano. Mihael je vsekakor postal vladar cele Duklje, njegovi bratje pa so morda dobili apanaže.

### Zadnja leta
Mihael je po poroki svojega dediča Konstantina Bodina z Jacinto Barijsko zapečatil vezi z Normani v južni Italiji in umrl leta 1081 po približno 30 letih vladanja. V Stonu na polotoku Pelješcu je zapustil majhno cerkev sv. Mihaela, zgrajeno v  zgodnjebizantinskem  slogu, v kateri je ena od najstarejših znanih fresk s portretom kakšnega južnoslovanskega vladarja. 

## Naslovi
Po Georgiju Kedrenu (1050. leta) in Ivanu Skilici (1057) je bil knez Tribalov in Srbov (Τριβαλλών και Σέρβων...αρχηγός/Τριβαλλῶν καὶ Σέρβων...ἀρ χηγός γός). Imenovali so ga "zaveznik in prijatelj Bizantincev" in je od cesarja prejel naziv protospatarij.
Leta 1077 je od papeža Gregorja VII. prejel krono in se začel naslavljati s kralj Slovanov. Papeževo pismo z dne 9. januarja 1078 se začne z "Gregorij ... Mihaelu, kralju Slovanov" (latinsko Sclavorum regi).
Ana Komnena (1083–1153) ga v Aleksiadi imenuje eksarh Dalmacije.

## Družina
Mihajlo je bil poročen z Anastazijo Monomahino, nečakinjo cesarja Konstantina IX. Monomaha, s katero je imel sedem sinov, od katerih so znani samo štirje: 
- Vladimir
- Konstantin Bodin
- Dobroslav II.
- Petrislav, ki je vladal v Raški

Imel je tudi hčerko, katere ime ni znano.